# 硬叶拟白发藓
硬叶拟白发藓（学名：Paraleucobryum enerve），又名拟白发藓，为曲尾藓科拟白发藓属下的一个种。